# Alain Mesili
Alain Mesili, né le 24 février 1949, est un alpiniste explorateur, aventurier, écrivain, photographe, ex-guerrillero  français d'origine Kabyle par son père et bretonne par sa mère. Il est basé à La Paz, en Bolivie depuis  1970. Avec près de 150 routes nouvelles à son palmarès dans les Andes (Pérou - Bolivie- Argentine), et des centaines d’ascension comme guide dans la Cordillère Royale, Alain Mesili est un pilier fondateur de l’Andinisme contemporain en Amérique Latine. Au début des années 1980, il publie  plusieurs livres d'itinéraires d'ascensions dans les Andes de la Cordillère Royale, qui  traduit en plusieurs langues, lui vaudront une reconnaissance internationale. Après une longue détention aux États-Unis, puis en Bolivie pour des supposées activités de Guérilla, il décide de se consacrer uniquement à la photographie, art qu'il affectionne particulièrement, lors de ses ascensions  dans les Andes, ou dans ces expéditions dans l'Amazonie. Il obtient la double nationalité bolivienne en 2006, après son mariage avec une bolivienne avec qui il a une fille.

## Enfance, éducation, étude
Issu d'un milieu très modeste, il reste  analphabète jusqu'à une adolescence très déshéritée, vivant dans sa première enfance à la Casbah d'Alger, puis à Paris. Il a ensuite la chance de vivre une passion amoureuse avec une étudiante en littérature de la Sorbonne qui lui apprend à lire et lui fait découvrir la littérature qu'il dévore. Parallèlement il s'inscrit à la Sorbonne en auditeur libre, et rencontre des personnalités comme Alain Krivine, Daniel Cohn-Bendit et François Maspero ; ce dernier lui donne un premier job dans sa maison d'édition et librairie La Joie de lire, rue Saint-Séverin, où il rencontre toute la mouvance politique national et international, et intellectuelle gauchiste de l'époque. Dans ce lieu d'effervescence intellectuelle, il noue des relations d'amitié avec Jean-Paul Sartre, Simone de Beauvoir, Gilles Deleuze, ou parler avec Jean Genet, ou Jean-Luc Godard. Des rencontres régulières avec des écrivains exilés à Paris comme Alejo Carpentier, Julio Cortázar, lui permettent aussi de se familiariser pour la première fois avec le continent et la culture latino-américaine.

## L'alpiniste et andiniste
Il fait son service militaire au 6e bataillon de Chasseurs alpins de Grenoble ce qui lui permet de découvrir l'alpinisme. Pendant une année en 1970, Mesili a exploré la Patagonie, traversant le champ de glace Sud de Patagonie ; il a peut-être été la première personne à traverser l'actuel parc national Los Glaciares. Il explora ensuite la Cordillère Darwin et traversa la frontière jusqu'au Chili. Il s'installe ensuite à La Paz, où il travaille comme guide de montagne jusqu'en 2010. Il a ouvert près de 150 nouvelles voies dans la cordillère dont certaines portent son nom dorénavant, écrit des ouvrages de références traduits en plusieurs langues. Il aura escaladé plus de 150 fois l'Illimani dans sa carrière avec des clients ou en solitaire.

## L'Explorateur et aventurier
Hormis ses explorations des massifs andins, et ses péripéties de guérillero, Mesili a été chercheur d'or dans les Yungas, et a vécu après ces années de captivité en prison, en immersion avec des tribus de pécheurs dans l'Amazonie bolivienne, pendant deux ans. Il a créé aussi la première agence réceptive de voyage et d'aventure en Bolivie, l'agence Tawa avec Pierre Vernay et Jacques Roussay, dont il abandonnera les commandes, dès l'essor du tourisme de masse. 

## Le Militant politique, guérillero guévariste, analyste politique
Il fut un militant politique en France lors des émeutes étudiantes de 1968. En 1969, grâce à une aide financière de François Maspero, il quitte la France pour l'Argentine. Très engagé à gauche, il n'hésitera pas à rentrer dans divers groupes de résistance latino-américains et guévariste, étant surtout agent de liaison, pour leurs chefs.
En 1991, Mesili a été accusé d'être chauffeur de membre de la CNPZ-ELN, (Comité Nestor Paz Zamora (es) -fondé en 1967 par le Che), groupuscule gauchiste de libération, lors d'une attaque contre la caserne des Marines américains à La Paz en octobre 1990 à El Alto. En mai 1994, il a été arrêté par le FBI à l'aéroport de Miami dans un vol détourné qui devait se rendre à Mexico et est détenu en prison à Atlanta puis Washington, entourés des pires criminels de cette nation. Grâce aux actions du Sénateur Pierre Biarnès, président de l'association des français établis hors de France ou d'écrivains comme Régis Debray, il est échangé 10 mois après son interpellation illégale à Miami, contre l' ex-colonel bolivien et ex-ministre de l'intérieur Bolivien Rico Torro, recherché par la DEA pour trafic de drogue. Peu avant la visite de Jacques Chirac, deuxième président français à visiter la Bolivie en 1995, après celle de De Gaulle, il est extradé et se retrouve dans la prison de Haute sécurité de Chonchocoro partageant  jusqu'à sa libération en1997, la cellule de Álvaro García Linera, militant politique de l'EGTK , accusé également de terrorisme et futur vice-président de la Bolivie. Sans preuve, Il est acquitté par le juge, avant même son procès.

## L'écrivain, poète et photographe
En 1999, il reprend sa carrière de guide de montagne et se dédie à la publication de livres photographiques ayant pour personnage principal la Bolivie, son histoire et les Boliviens. Depuis 1978, il aura publié en Bolivie 14 livres écrits en langue espagnol, certains traduits en anglais. Toujours camarade du vice-président Álvaro García Linera, Il est aussi devenu analyste géopolitique pour des revues de la vice-présidence bolivienne pendant le gouvernement de Evo Morales Ayma ou bien écrit des tribunes dans le quotidien bolivien de référence La Razon. Le 3 août 2024, à la foire du Livre de La Paz, il présente son premier roman, Amazonia Travesiapublié chez Plural Editores, fiction à la première personne inspirée de la vie de l'aventurier topographe, le colonel Percy Fawcett. Le 12 mars 2025, il présente à l'Alliance française de La Paz lors du mois de la francophonie, en compagnie de son éditeur José Antonio Quiroga et de l'écrivain argentin Pablo Cingolani, Amazonia, Entre Sendas y Atajos, second roman d'une saga historique, où il est annoncé qu'elle sera constitué de 4 tomes pour composer un corpus de près de 1700 pages inspirée de la vie de cet aventurier, témoin humaniste et objectif de la conquête déjà dévastatrice de l'Amazonie et des peuples autochtones. Le troisième tome, Guerra, Memorias de las trincheras,   présente  la vie du Colonel Fawcett,  qui passe de la beauté luxuriante et sauvage de l'Amazonie, à une plongée dans l' horreur des tranchées de la Somme lors de la première guerre mondiale où il est appelé  à servir comme militaire de sa majesté, est finalement présenté à la 29e Foire du Livre de La Paz, le 08 août 2025.